# Carl Waller
Carl Erik Waller, född 10 april 1856 i Stockholm, död 11 juli 1927 i Köping, var en svensk sanatorieläkare.
Carl Waller var son till kamreraren i Arméförvaltningen Per Waller och Fredrica Elisabeth "Betty" Walter samt bror till Per Waller. Han avlade mogenhetsexamen i Stockholm 1874 och blev där medicine kandidat 1886 och medicine licentiat 1891. Efter tjänstgöring som underläkare vid Diakonianstaltens sjukhus i Stockholm 1891–1892 var han läkare vid karantänanstalten på Fejan 1893–1896 och vid Dövstuminstitutet  på Djurgården 1896–1897. 1899 förordnades Waller till överläkare vid Hålahults nyinrättade sanatorium i Närke. Denna befattning tillträdde han 1900 efter att i Tyskland och Schweiz ha studerat sanatorievård, och han lämnade tjänsten 1926. Håla hult var det första folksanatoriet i Sverige. Genom den energi han lade ned på organisationen och utvecklingen av detta sanatorium blev han en pionjär inom Sveriges sanatorieväsen. Även genom sin forskning främjade han bekämpandet av lungtuberkulosen, och författade ett flertal skrifter inom ämnet. Särskilt märks den sammanfattande uppsatsen Några huvuddrag av den vanliga lungundersökningen (i Hygiea 1915). Waller blev 1917 medicine hedersdoktor vid Uppsala universitet